# 타이 우드
타이 우드(Ty Wood, 1995년 9월 17일 ~ )는 캐나다의 배우, 텔레비전 배우이다.
위니펙에서 태어났다.

## 영화
- 스파이럴 (2019년)
- 메디엄 (2009년) - 빌리 캠벨 역
- 미쓰 루시힐 (2009년)
- 라자루스 프로젝트 (2008년)
- 매니터 (2007년)
- 빅 화이트 (2005년) - 신문배달소년 역